# Secuienii Noi
Secuienii Noi – wieś w Rumunii, w okręgu Neamț, w gminie Secuieni. W 2011 roku liczyła 250 mieszkańców.